# فؤاد عبد الواحد
فؤاد عبد الواحد (2 مايو 1990 -)، مغني يمني.

## حياته ومشواره المهني
ولد في محافظة تعز جنوبي اليمن ظهرت موهبته الفنية منذ أن كان صغيراً. وما أن وصل إلى السادسة عشر من عمره بدأ حياته الفنية بإقامة مهرجانات واحتفالات وأفراح وأسس فرقة زين. وكذلك شارك في عدة مؤتمرات فنية خارجية، حاصل على الثانوية العامة من ثانوية تعز، والتحق بكلية الآداب بجامعة تعز قسم لغة إنجليزية، قبل أن يوقف قيده لمشاركته بمسابقة نجم الخليج على شاشة تلفزيون دبي انضم بعدها لشركة روتانا للصوتيات التي تولت إنتاج أعماله عام 2015 سجّل أغنية خاصة بعنوان «زفة» بشكل دويتو مع فنان العرب محمد عبده لصالح أحد أفراح العائلات في الإمارات عام 2016 أشيع خبر زواجه لكنه تبين أنها مجرد لقطات من كواليس أغنيته المصورة «يا حب»  واعتبر بأن الأب الروحي له بالفن هو فايز السعيد.

### مشاركته في نجم الخليج وحصده للقب
عام 2010 حصل على لقب نجم الخليج لعام 2010 مساء يوم الأحد الموافق 19 ديسمبر من نفس العام، في المسابقة التي نظمها تلفزيون دبي والتي استمرت 13 أسبوعاً وتوج باللقب وسُلم درع المسابقة وشيك بمبلغ 100 ألف درهم إماراتي وكان قد تلقى قبل المسابقة وعلى مدى شهرين دورات تدريبية في ستة مجالات شملت الرياضة والمسرح والصوت والألحان وغيرها من المجالات الفنية. أطلق أول ألبوماته بعنوان «فؤاد عبد الواحد 2016» وضم 18 أغنية تعاون فيها مع عدة شعراء وملحنين من الخليج واليمن أبرزهم الفنان صلاح الزدجالي.

### خلافه مع بلقيس
أوضح في إحدى اللقاءات قصة خلافه مع ابنة بلده الفنانة بلقيس وقال: «هي ليست مشاكل، ولكنني اكتشفت أن بلقيس لديها مشكلة معي وليس أنا من لديه مشكلة معها. وهذا ما تسبب بكسر شيء في داخلي».
وأضاف فؤاد عبد الواحد: «بلقيس لها حساباتها ومن حقها كما أشار إلى مشكلة حصلت معها ولكنه رفض التحدث عنها». وقال: «ثمة شيء حصل قبل أسبوع، وأنا لن أتحدث عنه، لأنني وصلت إلى مرحلة لا أحب فيها التحدث عن هذا الموضوع». رغم تدخل فنانين كبار لحل الخلاف.
وعن إمكانية الصلح بينهما، أجاب فؤاد عبد الواحد: "لم ولن نصل إلى مرحلة المقاطعة وأنا أتمنى لها التوفيق. وأوضح: "لم يكن يوجد بيننا في الأساس تواصل شخصي ولكن كلانا في الوسط الفني. أنا أحييت قبل 4 سنوات حفل زفاف شقيقتها، ولكنني لا أعرف ما الذي حصل وربما هناك من يوصل لها كلاماً عني، تماماً كما كان يصلني كلاماً عنها ولكنني لم أكن أصدقه".

## أعماله

### ألبومات
| عنوان الألبوم        | سنة الإنتاج | المنتج | الأغاني |
| -------------------- | ----------- | ------ | --- |
| فؤاد عبد الواحد 2016 | 2016        | روتانا | ليل ومغرب، صوت الباب، بغير جو، وأنا لحالي، ولا يهمك، قلبي الصغير، دكتور نفسية، بزعمك، أنا من يوم، ناوي شر، لا تكابر، جيناكم خطاب، خصام الوقت، حبك غريب، حيل الله، رشيق القد، ما طاوعتو، كذاب عود، ويش ضامة. |
| فؤاد عبد الواحد 2020 | 2020        | روتانا | أحبك، آمين، محبوب روحك، عصا موسى، راس مالي، أبعتذر لك، غلطتك، عن نفسي، طيف شفاف، إصحى، حبي الأول، عندك أحد، ليتني، أحبابنا، غابوا، أثق فيك، أوعدك أرحل، الزمان                                              |
| حلم ولا علم          | 2021        | روتانا | حلم ولا علم، إرحم مشاعرنا، قلبي معك، غـــن |
| فؤاد عبدالواحد 2024  | 2023        | روتانا | قلة أدب، حبيبي، ضاق الغمام، أدراه، تركت الشوق، الإنّــه، كل أحبك، نشّـد، حبيب الناس، مهما قلت، أبراي لله، أنا الكذاب                                                                                          |

### فيديو كليبات
| العام            | الأغنية     | المنتج       | المخرج |
| ---------------- | ----------- | ------------ | ------ |
| ذنبك على جنبك    | تلفزيون دبي | راكان        | 2011   |
| تعالوا نحب اليمن | إنتاج خاص   |              | 2012   |
| كفيت وفيت        | دلما        | ياسر الياسري | 2014   |
| قلبي صغير        | روتانا      | ياسر الياسري | 2016   |
| ياحب             | روتانا      | بسام الترك   | 2016   |
| ولايهمك          | روتانا      | بسام الترك   | 2016   |
| أنا فدالك        | إنتاج خاص   |              | 2017   |
| يا بني آدم       | إنتاج خاص   | بسام الترك   | 2018   |
| حلم ولا علم      | روتانا      | ياسر الياسري | 2021   |
| إرحم مشاعرنا     | روتانا      | بسام الترك   | 2021   |
| غن               | روتانا      | ياسر الياسري | 2021   |

### أغاني مسلسلات
- 2015:بين قلبين
- 2014:ثريا

### أغاني منفردة وخاصة
- إيه أحبك (دويتو مع الفنانة يارا).
- ميم ريم.
- مثل السما (دويتو مع الفنان النيجيري Sal).
- فزاع المكارم (دويتو مع الفنانة التونسية آمال الغربي).
- ما فيك حيلة.
- خطا خطا.
- أربع وعشرين ساعة[12]
- واشنطن.
- يا راسم البسمة[13]
- زفة (دويتو مع الفنان محمد عبده)
- تعلم
- أنا فدالك
- أبو قلبي
- ممنوع (دويتو مع الفنانة داليا)
- خنجر يماني بمشاركة الفنان أبو بكر سالم [14]
- فتنة الإرهاب[15]

## الجوائز
- اليمن: حاصل على المركز الأول في برنامج سباق المعرفة لطلاب المدارس على مستوى الجمهورية اليمنية.
- اليمن: حاصل على المركز الأول في برنامج لنغني إلى بكين.
- اليمن: حاصل على جائزة رئيس الجمهورية اليمنية في الفنون عام (2007)
- الإمارات العربية المتحدة: وحاصل على لقب نجم الخليج (2010)

## المهرجانات والمؤتمرات التي شارك بها
- الأردن: شارك في مؤتمر للطفولة في الأردن.
- تركيا: شارك في مؤتمر الشباب في تركيا.
- قطر: مهرجان سوق واقف 2016[16]
- الإمارات العربية المتحدة: حفلات دبي، العيد الوطني السعودي، حفل مدينة العين
- اليمن: عرس جماعي للأيتام 2012، حفلة عدن
- السعودية: حفلات الرياض
- مصر: حفلات القاهرة